# Montedello
Montedello is een plaats (frazione) in de Italiaanse gemeente Ventasso.